# Världsmästerskapen i friidrott 2003
Världsmästerskapen i friidrott 2003 arrangerades 23 augusti–31 augusti 2003 i Paris i Frankrike.

## Medaljsummering

### Herrar
| Gren           | Guld                                                       | Guld                                                       | Silver                                                                               | Silver                                                                               | Brons                                                            | Brons                                                            |
| -------------- | ---------------------------------------------------------- | ---------------------------------------------------------- | ------------------------------------------------------------------------------------ | ------------------------------------------------------------------------------------ | ---------------------------------------------------------------- | ---------------------------------------------------------------- |
| 100 m          | Kim Collins                                                | Saint Kitts och Nevis                                      | Darrel Brown                                                                         | Trinidad och Tobago                                                                  | Darren Campbell                                                  | Storbritannien                                                   |
| 200 m          | John Capel                                                 | USA                                                        | Darvis Patton                                                                        | USA                                                                                  | Shingo Suetsugu                                                  | Japan                                                            |
| 400 m          | Jerome Young                                               | USA                                                        | Tyree Washington                                                                     | USA                                                                                  | Marc Raquil                                                      | Frankrike                                                        |
| 800 m          | Djabir Said-Guerni                                         | Algeriet                                                   | Jurij Borzakovskij                                                                   | Ryssland                                                                             | Mbulaeni Mulaudzi                                                | Sydafrika                                                        |
| 1 500 m        | Hicham El Guerrouj                                         | Marocko                                                    | Mehdi Baala                                                                          | Frankrike                                                                            | Ivan Hesjko                                                      | Ukraina                                                          |
| 5 000 m        | Eliud Kipchoge                                             | Kenya                                                      | Hicham El Guerrouj                                                                   | Marocko                                                                              | Kenenisa Bekele                                                  | Etiopien                                                         |
| 10 000 m       | Kenenisa Bekele                                            | Etiopien                                                   | Haile Gebrselassie                                                                   | Etiopien                                                                             | Sileshi Sihine                                                   | Etiopien                                                         |
| 110 m häck     | Allen Johnson                                              | USA                                                        | Terrence Trammell                                                                    | USA                                                                                  | Liu Xiang                                                        | Kina                                                             |
| 400 m häck     | Felix Sanchez                                              | Dominikanska republiken                                    | Joey Woody                                                                           | USA                                                                                  | Periklis Lakovakis                                               | Grekland                                                         |
| 3 000 m hinder | Saif Saaeed Shaheen                                        | Qatar                                                      | Ezekiel Kemboi                                                                       | Kenya                                                                                | Eliseo Martin                                                    | Spanien                                                          |
| Maraton        | Jaouad Gharib                                              | Marocko                                                    | Julio Rey                                                                            | Spanien                                                                              | Stefano Baldini                                                  | Italien                                                          |
| 20 km gång     | Jefferson Pérez                                            | Ecuador                                                    | Francisco Fernandez                                                                  | Spanien                                                                              | Roman Raskazov                                                   | Ryssland                                                         |
| 50 km gång     | Robert Korzeniowski                                        | Polen                                                      | German Skurigin                                                                      | Ryssland                                                                             | Andreas Erm                                                      | Tyskland                                                         |
| Tiokamp        | Tom Pappas                                                 | USA                                                        | Roman Šebrle                                                                         | Tjeckien                                                                             | Dmitrij Karpov                                                   | Kazakstan                                                        |
| Längdhopp      | Dwight Phillips                                            | USA                                                        | James Beckford                                                                       | Jamaica                                                                              | Yago Lamela                                                      | Spanien                                                          |
| Tresteg        | Christian Olsson                                           | Sverige                                                    | Yoandri Betanzos                                                                     | Kuba                                                                                 | Leevan Sands                                                     | Bahamas                                                          |
| Höjdhopp       | Jacques Freitag                                            | Sydafrika                                                  | Stefan Holm                                                                          | Sverige                                                                              | Mark Boswell                                                     | Kanada                                                           |
| Stavhopp       | Giuseppe Gibilisco                                         | Italien                                                    | Okkert Brits                                                                         | Sydafrika                                                                            | Patrik Kristiansson                                              | Sverige                                                          |
| Kula           | Andrei Michnevitj                                          | Vitryssland                                                | Adam Nelson                                                                          | USA                                                                                  | Jurij Bilonog                                                    | Ukraina                                                          |
| Diskus         | Virgilijus Alekna                                          | Litauen                                                    | Robert Fazekas                                                                       | Ungern                                                                               | Vasilij Kaptyuch                                                 | Vitryssland                                                      |
| Spjut          | Sergej Makarov                                             | Ryssland                                                   | Andrus Varnik                                                                        | Estland                                                                              | Boris Henry                                                      | Tyskland                                                         |
| Slägga         | Ivan Tichon                                                | Vitryssland                                                | Adrian Annus                                                                         | Ungern                                                                               | Koji Murofushi                                                   | Japan                                                            |
| 4x100 m        | USA                                                        | USA                                                        | Brasilien                                                                            | Brasilien                                                                            | Nederländerna                                                    | Nederländerna                                                    |
| 4x100 m        | Bernard Williams Darvis Patton John Capel Joshua J Johnson | Bernard Williams Darvis Patton John Capel Joshua J Johnson | André Domingos da Silva Claudio Roberto Souza Edson Luciano Ribeiro Vincente de Lima | André Domingos da Silva Claudio Roberto Souza Edson Luciano Ribeiro Vincente de Lima | Caimin Douglas Patrick van Balkom Timothy Beck Troy Douglas      | Caimin Douglas Patrick van Balkom Timothy Beck Troy Douglas      |
| 4x400 m        | Frankrike                                                  | Frankrike                                                  | Jamaica                                                                              | Jamaica                                                                              | Bahamas                                                          | Bahamas                                                          |
| 4x400 m        | Leslie Djhone Marc Raquil Naman Keita Stephane Diagana     | Leslie Djhone Marc Raquil Naman Keita Stephane Diagana     | Brandon Simpson Danny McFarlane Davian Clarke Michael Blackwood                      | Brandon Simpson Danny McFarlane Davian Clarke Michael Blackwood                      | Avard Moncur Dennis Darling Nathaniel McKinney Christopher Brown | Avard Moncur Dennis Darling Nathaniel McKinney Christopher Brown |

USA vann herrarnas långa stafett, men fråntogs segern 2004 då domen kom efter att Calvin Harrison från USA testat positivt för en förbjuden substans på de amerikanska mästerskapen 2003.

### Damer
| Gren       | Guld                                                                | Guld                                                                | Silver                                                                    | Silver                                                                    | Brons                                                          | Brons                                                          |
| ---------- | ------------------------------------------------------------------- | ------------------------------------------------------------------- | ------------------------------------------------------------------------- | ------------------------------------------------------------------------- | -------------------------------------------------------------- | -------------------------------------------------------------- |
| 100 m      | Torri Edwards                                                       | USA                                                                 | Zjanna Pintusevitj-Block                                                  | Ukraina                                                                   | Chandra Sturrup                                                | Bahamas                                                        |
| 200 m      | Anastasija Kapatjinskaja                                            | Ryssland                                                            | Torri Edwards                                                             | USA                                                                       | Muriel Hurtis                                                  | Frankrike                                                      |
| 400 m      | Ana Guevara                                                         | Mexiko                                                              | Lorraine Fenton                                                           | Jamaica                                                                   | Amy Mbacke Thiam                                               | Senegal                                                        |
| 800 m      | Maria Mutola                                                        | Moçambique                                                          | Kelly Holmes                                                              | Storbritannien                                                            | Natalja Chrusjtjeljova                                         | Ryssland                                                       |
| 1 500 m    | Tatjana Tomasjova                                                   | Ryssland                                                            | Süreyya Ayhan                                                             | Turkiet                                                                   | Hayley Tullett                                                 | Storbritannien                                                 |
| 5 000 m    | Tirunesh Dibaba                                                     | Etiopien                                                            | Marta Domínguez                                                           | Spanien                                                                   | Edith Masai                                                    | Kenya                                                          |
| 10 000 m   | Berhane Adere                                                       | Etiopien                                                            | Werknesh Kidane                                                           | Etiopien                                                                  | Sun Yingjie                                                    | Kina                                                           |
| 100 m häck | Perdita Felicien                                                    | Kanada                                                              | Bridgette Foster                                                          | Jamaica                                                                   | Miesha McKelvy                                                 | USA                                                            |
| 400 m häck | Jana Pittman                                                        | Australien                                                          | Sandra Glover                                                             | USA                                                                       | Julija Petjonkina                                              | Ryssland                                                       |
| Maraton    | Catherine Ndereba                                                   | Kenya                                                               | Mizuki Noguchi                                                            | Japan                                                                     | Masako Chiba                                                   | Japan                                                          |
| 20 km gång | Jelena Nikolajeva                                                   | Ryssland                                                            | Gillian O'Sullivan                                                        | Irland                                                                    | Valentina Tsibulskaja                                          | Vitryssland                                                    |
| Sjukamp    | Carolina Klüft                                                      | Sverige                                                             | Eunice Barber                                                             | Frankrike                                                                 | Natallja Sazanovitj                                            | Vitryssland                                                    |
| Längdhopp  | Eunice Barber                                                       | Frankrike                                                           | Tatjana Kotova                                                            | Ryssland                                                                  | Anju Bobby George                                              | Indien                                                         |
| Tresteg    | Tatjana Lebedeva                                                    | Ryssland                                                            | Françoise Mbango Etone                                                    | Kamerun                                                                   | Magdelín Martínez                                              | Italien                                                        |
| Höjdhopp   | Hestrie Cloete                                                      | Sydafrika                                                           | Marina Kuptsova                                                           | Ryssland                                                                  | Kajsa Bergqvist                                                | Sverige                                                        |
| Stavhopp   | Svetlana Feofanova                                                  | Ryssland                                                            | Annika Becker                                                             | Tyskland                                                                  | Jelena Isinbajeva                                              | Ryssland                                                       |
| Kula       | Svetlana Kriveljova                                                 | Ryssland                                                            | Nadzeja Astaptjuk                                                         | Vitryssland                                                               | Vita Pavlysj                                                   | Ukraina                                                        |
| Diskus     | Iryna Jattjanka                                                     | Vitryssland                                                         | Anastasia Kelesidou                                                       | Grekland                                                                  | Ekaterini Voggoli                                              | Grekland                                                       |
| Spjut      | Mirela Manjani                                                      | Grekland                                                            | Tatjana Sjikolenko                                                        | Ryssland                                                                  | Steffi Nerius                                                  | Tyskland                                                       |
| Slägga     | Yipsi Moreno                                                        | Kuba                                                                | Olga Kuzenkova                                                            | Ryssland                                                                  | Manuela Montebrun                                              | Frankrike                                                      |
| 4x100 m    | Frankrike                                                           | Frankrike                                                           | USA                                                                       | USA                                                                       | Ryssland                                                       | Ryssland                                                       |
| 4x100 m    | Christine Arron Muriel Hurtis Patricia Girard Sylviane Félix        | Christine Arron Muriel Hurtis Patricia Girard Sylviane Félix        | Angela Williams Chryste Gaines Inger Miller Torri Edwards                 | Angela Williams Chryste Gaines Inger Miller Torri Edwards                 | Larisa Kruglova Marina Kislova Olga Fjodorova Julija Tabakova  | Larisa Kruglova Marina Kislova Olga Fjodorova Julija Tabakova  |
| 4x400 m    | USA                                                                 | USA                                                                 | Ryssland                                                                  | Ryssland                                                                  | Jamaica                                                        | Jamaica                                                        |
| 4x400 m    | Demetria Washington Jearl Miles-Clark Me'Lisa Barber Sanya Richards | Demetria Washington Jearl Miles-Clark Me'Lisa Barber Sanya Richards | Anastasija Kapatjinskaja Natalja Nazarova Olesia Zykina Julija Petjonkina | Anastasija Kapatjinskaja Natalja Nazarova Olesia Zykina Julija Petjonkina | Allison Beckford Lorraine Fenton Ronetta Smith Sandie Richards | Allison Beckford Lorraine Fenton Ronetta Smith Sandie Richards |

## Medaljfördelning
| Medaljfördelning |                         |      |        |       |        |
| Plats            | Land                    | Guld | Silver | Brons | Totalt |
| 1                | Ryssland                | 7    | 7      | 5     | 19     |
| 2                | USA                     | 9    | 7      | 1     | 17     |
| 3                | Etiopien                | 3    | 2      | 2     | 7      |
| 4                | Vitryssland             | 3    | 1      | 3     | 7      |
| 5                | Frankrike               | 2    | 3      | 3     | 8      |
| 6                | Sverige                 | 2    | 1      | 2     | 5      |
| 7                | Kenya                   | 2    | 1      | 1     | 4      |
|                  | Sydafrika               | 2    | 1      | 1     | 4      |
| 9                | Marocko                 | 2    | 1      | -     | 3      |
| 10               | Grekland                | 1    | 1      | 2     | 4      |
| 11               | Kuba                    | 1    | 1      | -     | 2      |
| 12               | Italien                 | 1    | -      | 2     | 3      |
| 13               | Kanada                  | 1    | -      | 1     | 2      |
| 14               | Algeriet                | 1    | -      | -     | 1      |
|                  | Australien              | 1    | -      | -     | 1      |
|                  | Dominikanska republiken | 1    | -      | -     | 1      |
|                  | Ecuador                 | 1    | -      | -     | 1      |
|                  | Litauen                 | 1    | -      | -     | 1      |
|                  | Mexiko                  | 1    | -      | -     | 1      |
|                  | Moçambique              | 1    | -      | -     | 1      |
|                  | Polen                   | 1    | -      | -     | 1      |
|                  | Qatar                   | 1    | -      | -     | 1      |
|                  | Saint Kitts och Nevis   | 1    | -      | -     | 1      |
| 24               | Jamaica                 | -    | 3      | 2     | 5      |
|                  | Spanien                 | -    | 3      | 2     | 5      |
| 26               | Ungern                  | -    | 2      | -     | 2      |
| 27               | Japan                   | -    | 1      | 3     | 4      |
|                  | Tyskland                | -    | 1      | 3     | 4      |
|                  | Ukraina                 | -    | 1      | 3     | 4      |
| 30               | Storbritannien          | -    | 1      | 2     | 3      |
| 31               | Brasilien               | -    | 1      | -     | 1      |
|                  | Estland                 | -    | 1      | -     | 1      |
|                  | Irland                  | -    | 1      | -     | 1      |
|                  | Kamerun                 | -    | 1      | -     | 1      |
|                  | Tjeckien                | -    | 1      | -     | 1      |
|                  | Trinidad och Tobago     | -    | 1      | -     | 1      |
|                  | Turkiet                 | -    | 1      | -     | 1      |
| 38               | Bahamas                 | -    | -      | 2     | 2      |
|                  | Kina                    | -    | -      | 2     | 2      |
| 40               | Indien                  | -    | -      | 1     | 1      |
|                  | Senegal                 | -    | -      | 1     | 1      |
|                  | Kazakstan               | -    | -      | 1     | 1      |
|                  | Nederländerna           | -    | -      | 1     | 1      |